# Zinasco
Zinasco är en kommun i provinsen Pavia i regionen Lombardiet i Italien. Kommunen hade 3 147 invånare (2018).